# Дворжак, Томаш (музыкант)
Томаш Дворжак (чеш. Tomáš Dvořák), более известный под псевдонимом Floex — современный чешский композитор, кларнетист, продюсер, диджей и мультимедийный художник. Он наиболее известен по сотрудничеству с инди-студией Amanita Design.
Дворжак выпустил свой дебютный альбом Pocustone в 2001 году под именем Floex — это сочетание слов «float» (плыть) и «experiment» (эксперимент). Широкое признание он получил после создания саундтреков к квесту Machinarium, а также к серии Samorost.

## Биография
Дворжак начал играть на кларнете в раннем возрасте и обучался в Академии исполнительских искусств в Праге, а также в студии Михаэля Белицкого. Первые электронные композиции он начал записывать в 1996 году, а его дебютный альбом Pocustone вышел в 2001 году и получил признание критиков.
В начале 2000-х он создавал мультимедийные арт-инсталляции, включая RGB.
С 2006 года началось его сотрудничество с Amanita Design, первой игрой стала Samorost 2 . Вышедшая в 2008 году Machinarium получила высокие оценки, а саундтрек Дворжака был удостоен награды PC Gamer как лучший саундтрек года. В 2013 году он выпустил мини-альбом Gone в сотрудничестве с Hidden Orchestra.
Второй полноформатный альбом Zorya вышел в 2011 году, получил две премии Anděl и несколько номинаций. В 2016 году вышел Samorost 3 — очередной совместный проект с Amanita Design. В 2018 году был выпущен альбом A Portrait of John Doe — совместная работа с Tom Hodge и Симфоническим оркестром Чешского радио, сочетающая классическую и авангардную электронную музыку.

## Награды и номинации
Источник:
Pocustone
- Премия Anděl (2001)
- Номинация на European Quartz Award (2001)

Саундтрек к Machinarium
- PC Gamer — Лучший саундтрек (2009)

Zorya
- Номинация на премию Vinyla (2011)
- Номинация на премию Apollo (2011)
- Премия Anděl — Лучший электронный альбом и Лучший альтернативный альбом (2011)

## Дискография
Источник:

### В качестве Floex
- Pocustone (2001)
- Zorya (2011)
- Gone EP (2013)
- A Portrait of John Doe (с Tom Hodge) (2018)
- Саундтрек к Je suis Karl (с Tom Hodge) (2021)

### СAmanita Design
- Саундтрек к Samorost 2 (2006)
- Саундтрек к Machinarium (2009)
- Machinarium Bonus EP (2009)
- Samorost 3 Pre-Remixes EP (2015)
- Саундтрек к Samorost 3 (2016)
- Machinarium Remixed (2019)
- Саундтрек к Pilgrims (2019)
- Samorost Remaster (2021)
- Phonopolis Soundtrack (ожидается)

## Прочие работы
Источник:

### Интерактивные медиа
- RGB (2002—2008)
- Archifon (с Initi) (2011-настоящее время)
- Netykavka (с Initi) (2016-настоящее время)

### Театр
- Don’t Stop (2018)